# Tibetaans steppehoen
Het Tibetaans steppehoen (Syrrhaptes tibetanus) is een vogel uit de familie van de zandhoenders (Pteroclididae). Het is een soort uit Azië.

## Verspreiding en leefgebied
Deze soort komt voor van Tadzjikistan via Tibet tot het westelijke deel van Centraal-China.